# Calluga
Calluga là một chi bướm đêm thuộc họ Geometridae.

## Các loài
- Calluga costalis Moore, 1887
- Calluga crassitibia (Warren 1901)
- Calluga grammophora Prout, 1958
- Calluga longispinata (Warren, 1907)
- Calluga lophoceras Prout, 1931
- Calluga miantosoma (Warren, 1907)
- Calluga pallidipunctata (Warren, 1907)
- Calluga psaphara Prout, 1929
- Calluga punctinervis (Holloway, 1976)
- Calluga purpureoviridis (Warren, 1903)
- Calluga semirasata (Warren, 1903)
- Calluga variotincta (Warren, 1907)